# 高能推进剂
高能推进剂是指比冲高的化学推进剂。其比冲指标无明确划分界限。
对于液体高能推进剂，理论比冲一般高于3000 N·s/kg,如液氧/混肼、液氧/液氢等双组元液体推进剂。
对于固体推进剂，一般将标准理论比冲高于2608 N·s/kg的称为高能推进剂，如已经得到实际应用的硝酸酯增塑聚醚推进剂等。
目前，叠氮推进剂和含高能量密度材料（如六硝基六氮杂异伍兹烷）的推进剂正在进行应用研究。其能量又有进一步提高。